# Rocktérítő
A Rocktérítő Xantus János 1988-ban bemutatott dokumentumfilmje a Neuroticról.

## Néhány szó a filmről
Xantusnak nagyon jó kapcsolatai voltak a 80-as évek alternatív és underground értelmiségével és művészvilágával. Sokszor kérte meg közülük barátait, hogy szerepeljenek egy-egy filmjében, de ez volt az első eset, hogy konkrét dokumentumfilmet készített egy csoportjukról, akik a vásznon életükről, helyzetükről, munkáról, családról beszéltek, és ez példa nélküli volt addig Magyarországon. Xantus előtt senkinek sem sikerült be- és megmutatni a nagyközönségnek, miképp is élnek ezek az el nem fogadott és éppen csak megtűrt értelmiségiek/művészek.

## A film
A film, bár papíron a Neuroticról szól, valójában sokkal inkább Pajor Tamásról, az együttes alapítójáról és vezetőjéről. Az ő karaktere uralja az egész mozit, a kamera mindenhová őt követi és a zenekar többi tagját szinte csak akkor látjuk (a film vége felé haladva ez egyre jobban érvényesül), amikor a stáb valamilyen koncertjelenetet vesz fel.
A rendező eredeti koncepciója az volt, hogy a film főleg a zenekarra fog koncentrálni, hisz annak programja pont ezekben az években teljesedett ki és érte el végleges formáját. Pajort persze külön bemutatták volna a film egyik blokkjában, de ez végül nem így lett, mert közbejött egy váratlan esemény, mégpedig az, hogy Pajor megtért a Hit Gyülekezetében (amely ebben az időben illegálisan működött). Ezek után többé már nem volt érdekes a zenekar, sokkal inkább az, hogy egy olyan (alternatív) sztárt, mint Pajort (akit a film elején még hosszú, loboncos hajjal látunk és szakadt nadrággal, a film végén pedig, rövid, ápolt frizurával és makulátlan öltönyben, fehér ingben, nyakkendőben), mi visz rá arra, hogy ilyen drasztikusan változtasson az életén.
Persze azért az alkotók rendesen lezárták a „történetet”. A zenekar feloszlott, Pajor pedig megtagadta teljes addigi munkásságát. A mozi végén már új együttesével, az Ámennel látjuk, amint a Móricz Zsigmond körtéren játszik boldogan, felszabadultan.

## Érdekességek
A filmben a zenekar tagjain kívül megjelennek még más legendás alakok is a '80-as évek végéről, például Dixi vagy Víg Mihály. Ők főleg abban a két szürreális rövidfilmben láthatók, amelyeket Xantus beépített a filmbe. A dolog érdekessége az, hogy ezt minden átmenet nélkül teszi. Az egyik pillanatban még a dokumentum részeket látjuk, majd ezek hirtelen átcsapnak a játékfilmbe, aztán ugyanígy térünk vissza a dokumentum felvételekhez.